# Babina Poljana (Trgovište)
Babina Poljana (em cirílico: Бабина Пољана) é uma vila da Sérvia localizada no município de Trgovište, pertencente ao distrito de Pčinja, na região de Pčinja. A sua população era de 21 habitantes segundo o censo de 2011.

## Demografia
| 1948 | 1953 | 1961 | 1971 | 1981 | 1991 | 2002 | 2011 |
| ---- | ---- | ---- | ---- | ---- | ---- | ---- | ---- |
| 385  | 426  | 463  | 468  | 189  | 83   | 53   | 21   |